# 拉艾山
72°36′S 31°10′E / 72.600°S 31.167°E
拉艾山是南極洲的山峰，位於東部南極洲的毛德皇后地，海拔高度2,475米，屬於比利時山脈的一部分，該山峰在1957至1958年間由比利時探險隊發現，現時受南極條約體系管理。